# Xenylla schillei
Xenylla schillei är en urinsektsart som beskrevs av Börner 1903. Xenylla schillei ingår i släktet Xenylla och familjen Hypogastruridae. Inga underarter finns listade i Catalogue of Life.